# Hvalîboha, Horodenka
Hvalîboha (în ucraineană Хвалибога) este un sat în comuna Vînohrad din raionul Horodenka, regiunea Ivano-Frankivsk, Ucraina.

## Demografie
Componența lingvistică a localității Hvalîboha
     Ucraineană (100%)
Conform recensământului din 2001, toată populația localității Hvalîboha era vorbitoare de ucraineană (100%).